# Over de oceaan (Vlaanderen)
Over de oceaan is een Vlaamse realityreeks van productiehuis Woestijnvis waarin zes bekende Vlamingen met een zeilboot de Atlantische Oceaan oversteken. Het programma is gebaseerd op het format ‘Over The Atlantic’, een format van Rabbit Formats dat voor het eerst in Finland werd uitgezonden in 2017. Het format werd overgekocht door Nederland en werd daar vanaf mei 2024 onder dezelfde naam uitgezonden bij RTL 4, met zes Bekende Nederlanders.
Het eerste seizoen was vanaf 6 juli 2020 integraal beschikbaar op het betalend platform Telenet Play, het huidige Streamz. Vanaf 28 december 2020 werd de reeks wekelijks uitgezonden op de commerciële zender Play4. 
Het tweede seizoen werd in het voorjaar van 2023 uitgezonden. Het derde seizoen staat gepland voor uitzending in het najaar van 2024.

## Concept
Zes bekende Vlamingen zonder zeilervaring steken aan boord van een zeiljacht de Atlantische Oceaan over. Ze maken de oversteek zonder enige hulp van buitenaf en zijn enkel op elkaar aangewezen om onder leiding van ervaren kapiteins Piet Smet (seizoenen 1 en 2) of Sigrid Greven (seizoen 3) de zeiltocht tot een goed einde te brengen. Iedereen krijgt een taak aan boord en voor sommigen betekent dat terug naar de schoolbanken om zich te verdiepen in zaken zoals navigatietechnieken en radiocommunicatie.
In elke aflevering wordt er op een van de deelnemers gefocust. Die krijgt dan een persoonlijke podcast te horen met een gesprek tussen een naaste of familielid en een van de vijf andere deelnemers. Die podcasts werden op voorhand gemaakt omdat er onderweg geen contact met het thuisfront mogelijk is. Ook de kijker thuis krijgt deze podcasts te horen, waarbij hij/zij de gesprekken ook ziet. Daarnaast krijgen de bemanningsleden ook een compilatie met archiefbeelden van de bekende Vlaming te zien.

## Seizoen 1 (2020)
Eind november 2019 bracht een bemanning het splinternieuw zeiljacht Moby Sick van Lanzarote naar Guadeloupe, een tocht van 5000 km over de Atlantische Oceaan, goed voor een maand op volle zee.
Verschillende van hen moesten een opleiding volgen om hun taken aan boord te kunnen uitvoeren. Zo kreeg Evi Hanssen een spoedcursus boottechnieken, Charlotte Vandermeersch moest zich verdiepen in navigatietechnieken en Otto-Jan Ham moest zelfs een examen afleggen om het brevet van radio-operator te behalen.
Naast de zes bekende Vlamingen, kapitein Piet Smet en eerste stuurman Willem Stellamans was er ook een vierkoppige productieploeg aan boord bestaande uit een cameraman, een klankman en twee regisseurs.

### Bemanning
| Naam                    | Functie aan boord                | Beroep                                        |
| ----------------------- | -------------------------------- | --------------------------------------------- |
| Dominique Persoone      | chef-kok                         | chocolatier                                   |
| Jani Kazaltzis          | bootmanager                      | stylist                                       |
| Evi Hanssen             | technisch manager                | tv- en radiopresentatrice                     |
| Otto-Jan Ham            | radio-operator en weerman        | presentator                                   |
| Charlotte Vandermeersch | navigator                        | actrice                                       |
| Imke Courtois           | medische zorg en oceaanonderzoek | oud-voetbalster                               |
| Piet Smet               | kapitein                         | voormalig Belgisch wedstrijdzeiler            |
| Willem Stellamans       | eerste stuurman                  | Eindredacteur bij Woestijnvis en wereldzeiler |

De vierkoppige crew aan boord van de Moby Sick bestond uit:
| Naam             | Functie aan boord       |
| ---------------- | ----------------------- |
| Koen Warlop      | Regisseur en camera     |
| Thijs Jaspaert   | Regisseur en camera     |
| Dieter Lavreysen | Cameraman en drone      |
| Jan Willekens    | Klank en datamanagement |

### Afleveringen (Play4)
| Afl. | Uitzenddatum     | Kijkcijfers (live) | Kijkcijfers (live+7d uitgesteld) | Marktaandeel doelgroep 18-54 |
| ---- | ---------------- | ------------------ | -------------------------------- | ---------------------------- |
| 1    | 28 december 2020 | 302.434            | 409.798                          | 20,3                         |
| 2    | 4 januari 2021   | 505.440            | 634.161                          | 29,6                         |
| 3    | 11 januari 2021  | 411.094            | 586.150                          | 27,2                         |
| 4    | 18 januari 2021  | 505.088            | 638.694                          | 30,5                         |
| 5    | 25 januari 2021  | 554.897            | 715.910                          | 31,5                         |
| 6    | 1 februari 2021  | 519.841            | 658.681                          | 29,2                         |
| 7    | 8 februari 2021  | 523.777            | 636.488                          | 28,9                         |
| 8    | 15 februari 2021 | 484.921            | 599.033                          | 27,2                         |
|      | Gemiddeld        |                    | 611.203                          | 28,2                         |

## Seizoen 2 (2022)
Opnieuw staken zes bekende Vlamingen zonder zeilervaring de Atlantische Oceaan over, van Gran Canaria tot Saint Lucia. Onder leiding van kapitein Piet en stuurman Willem namen ze het aan boord van de Polygala op tegen 147 andere schepen in de Atlantic Rally For Cruisers.

### Bemanning
| Naam               | Functie aan boord               | Beroep                                        |
| ------------------ | ------------------------------- | --------------------------------------------- |
| Annelien Coorevits | chef-kok                        | presentatrice, ex-Miss België                 |
| Gert Verheyen      | navigator & communicator        | ex-voetballer, voetbalanalist                 |
| Jonas Geirnaert    | navigator à l'ancienne & bakker | programmamaker, acteur                        |
| James Cooke        | bootmanager                     | presentator, acteur                           |
| Élodie Ouédraogo   | medic                           | ex-atlete                                     |
| Ella Leyers        | weervrouw                       | actrice                                       |
| Piet Smet          | kapitein                        | voormalig Belgisch wedstrijdzeiler            |
| Willem Stellamans  | eerste stuurman                 | Eindredacteur bij Woestijnvis en wereldzeiler |

De vierkoppige crew aan boord van de Polygala bestond uit:
| Naam             | Functie aan boord       |
| ---------------- | ----------------------- |
| Koen Warlop      | Regisseur en camera     |
| Jasper Stoefs    | Reporter en camera      |
| Dieter Lavreysen | Cameraman en drone      |
| Jan Willekens    | Klank en datamanagement |

### Afleveringen (Play4)
AFLEVERING 1
“Ik durf dat niet”
James Cooke, Ella Leyers, Gert Verheyen, Annelien Coorevits, Jonas Geirnaert en Elodie Ouedraogo storten zich in het avontuur van hun leven.  In Gran Canaria stappen ze aan boord van het zeiljacht Polygala om de Atlantische Oceaan over te zeilen.
AFLEVERING 2
“Ik haal de harpoen”
Het is zwaar aan boord.  Slapen is moeilijk, de boot wordt een puinhoop en Annelien ontdekt een probleem met het voedsel.  Manager James doet zijn uiterste best om zijn scheepsmakkers blij te houden, en krijgt daarbij de hulp van een indrukwekkende school dolfijnen.
AFLEVERING 3
“Je gaat je vingers verliezen, meisje”
Net voordat de wind opsteekt, kan er nog een duik in de oceaan genomen worden.  De condities worden ruw en de bemanning ontdekt dat een oceaan overzeilen niet zonder gevaren is.  Een zware storm maakt slachtoffers in de wedstrijdvloot.
AFLEVERING 4
“Ik ruik de overwinning”
De oceaan is nu erg ruw geworden en heeft de Polygala met zijn bemanning stevig in de greep.  Er wordt een aanval ingezet op het snelheidsrecord.  Tijdens de nacht wordt door iemand van de bemanning een mysterieuze misdaad gepleegd.  
AFLEVERING 5
“Mayday, Mayday!”
De watermaker gaat stuk op de Polygala en er dreigt een drinkwatertekort.  Bovendien ontdekt scheepskok Annelien een nieuw probleem met de voedselvoorraad.  Tijdens de nacht ontvangt de bemanning een Mayday noodkreet van een ander zeilschip en ze snellen hen te hulp.
AFLEVERING 6
“Walvis!”
Na twee weken non-stop varen, lijkt het alsof de oceaan even desolaat is als een woestijn.  Maar af en toe doemt er iets op uit de diepte en beseft de bemanning weer dat ze niet de enige levende wezens op de uitgestrekte oceaan zijn.  Tot ieders verbazing ligt de Polygala ook plotseling op ramkoers met een containerschip.
AFLEVERING 7
“Heb ik dit echt gedaan?”
Niet alleen fysiek maar ook mentaal wegen de laatste loodjes het zwaarst.  Om de sfeer erin te houden organiseert James een Miss en Mister Polygala verkiezing.  De laatste lange nacht gaat in.
AFLEVERING 8
“Land in zicht”
Uitgeput maar dolblij meert de bemanning aan in Saint Lucia.  De ontlading is enorm.  Zes maanden na hun avontuur ontmoet de bemanning elkaar opnieuw om terug te blikken op een bijzonder bewogen oversteek van de Atlantische Oceaan.
| Afl. | Uitzenddatum     | Kijkcijfers (live) | Kijkcijfers (live+uitgesteld+web+reruns) | Marktaandeel doelgroep 18-54 |
| ---- | ---------------- | ------------------ | ---------------------------------------- | ---------------------------- |
| 1    | 16 januari 2023  | 442.033            | 1.005.323                                | 32,4                         |
| 2    | 23 januari 2023  | 505.425            | 953.251                                  | 31,8                         |
| 3    | 30 januari 2023  | 444.396            | 849.482                                  | 27,3                         |
| 4    | 6 februari 2023  | 428.212            | 828.488                                  | 29,3                         |
| 5    | 13 februari 2023 | 442.338            | 817.527                                  | 30,9                         |
| 6    | 20 februari 2023 | 406.957            | 728.796                                  | 22,6                         |
| 7    | 27 februari 2023 | 433.192            | 793.152                                  | 25,3                         |
| 8    | 6 maart 2023     | 377.583            | 730.373                                  | 27,3                         |
|      | Gemiddeld        |                    | 838.299                                  | 28,3                         |

## Seizoen 3 (2024)
In het derde seizoen, dat in het najaar van 2024 uitgezonden wordt, steekt een nieuwe bemanning van BV's de oceaan over van Lanzarote naar Martinique. Dit keer onder leiding van kapitein Sigrid Greven. Dit seizoen wordt er voor de oversteek geen klassieke zeilboot maar een catamaran gebruikt.

### Bemanning
| Naam               | Functie aan boord     | Beroep                                        |
| ------------------ | --------------------- | --------------------------------------------- |
| Katrin Kerkhofs    | meteo en communicatie | programmamaakster                             |
| Steven Van Gucht   | oceaanonderzoek       | viroloog                                      |
| Jeroom Snelders    | technisch manager     | tekenaar                                      |
| Celine Van Ouytsel | bootmanager           | ex-Miss België                                |
| Clara Cleymans     | medic                 | actrice                                       |
| Riadh Bahri        | navigator             | VRT-nieuwslezer                               |
| Sigrid Greven      | kapitein              | solozeilster, auteur                          |
| Willem Stellamans  | eerste stuurman       | Eindredacteur bij Woestijnvis en wereldzeiler |

## Trivia
- Het zeiljacht Moby Sick dat in het eerste seizoen werd overgevaren naar Guadeloupe is een Dufour 520 GL die in La Rochelle (Frankrijk) werd gebouwd in opdracht van het charterbedrijf Dream Yacht Charter.[6]
- Ella Leyers presenteerde tijdens het eerste seizoen de podcast Over over de oceaan, waarin zij dieper in ging op de vraag of dit iets voor haar zou zijn. De podcast bestond uit vijf afleveringen die gaan over alles wat je je afvraagt als je met een zeilboot de oceaan zou willen oversteken. Over de gevaren, over het leven op de oceaan, over ziek, zeeziek en zot, over het nemen van de oceaan en over het maken van de televisiereeks.[7] In het tweede seizoen maakte ze zelf deel uit van de bemanning.